# Múscul oponent del menovell
El múscul oponent del menovell o múscul oponent del dit auricular (musculus opponens digiti minimi), és un múscul de la mà. És de forma triangular, i se situa immediatament per sota del palmar cutani, l'abductor del menovell, el flexor curt del menovell. És un dels músculs que formen l'eminència hipotènar que controla el dit petit (menovell o auricular).
Sorgeix de la convexitat de l'hamulus (apòfisi unciforme) de l'os ganxut i de la porció contigua del lligament transvers del metacarp. S'insereix en tota la longitud de l'os metacarpià del menovell, al llarg del seu marge cubital.
L'oponent del menovell serveix per flexionar i rotar lateralment el cinquè metacarpià al voltant de l'articulació carpometacarpiana corresponent, com quan es porta el dit petit i el polze en oposició. Està innervat per la branca profunda del nervi cubital.

## Imatges

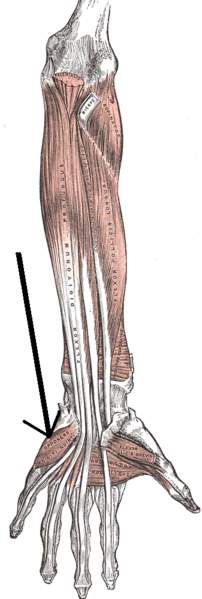
Músculs de l'avantbraç i la mà. L'oponent del menovell està indicat amb una fletxa.

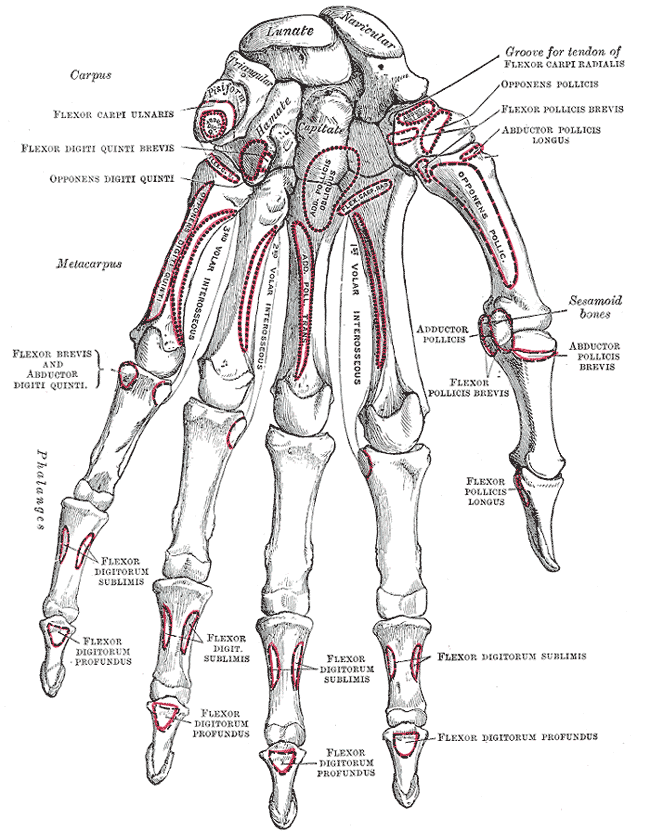
Ossos de la mà esquerra. Superfície palmar.
Secció transversal a nivell del canell i els dits.

- Disseccions on es pot observar el múscul oponent del menovell.

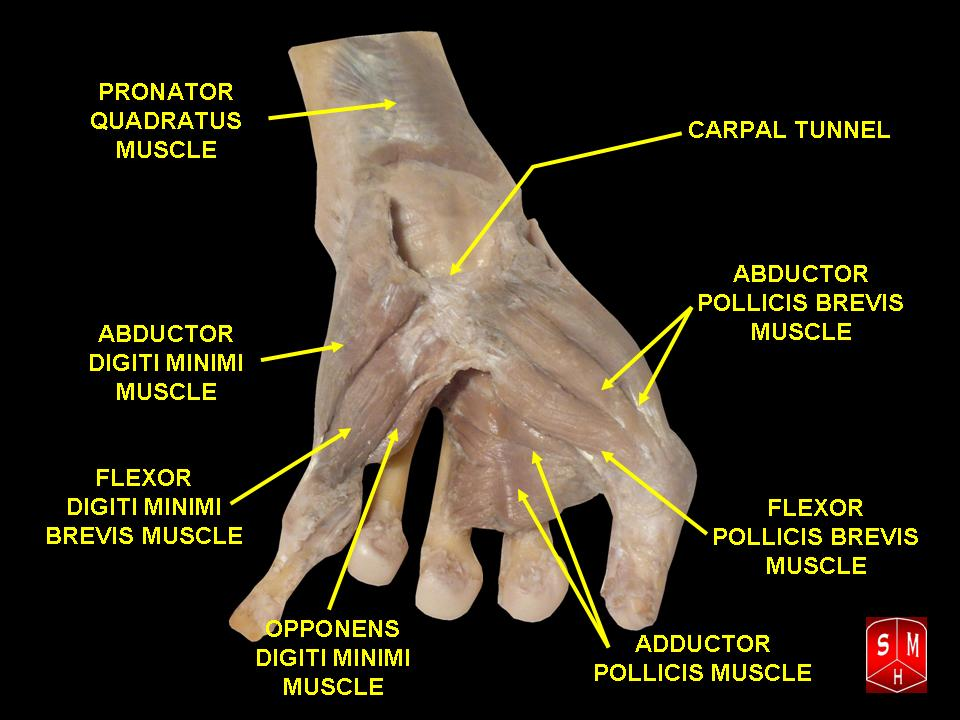
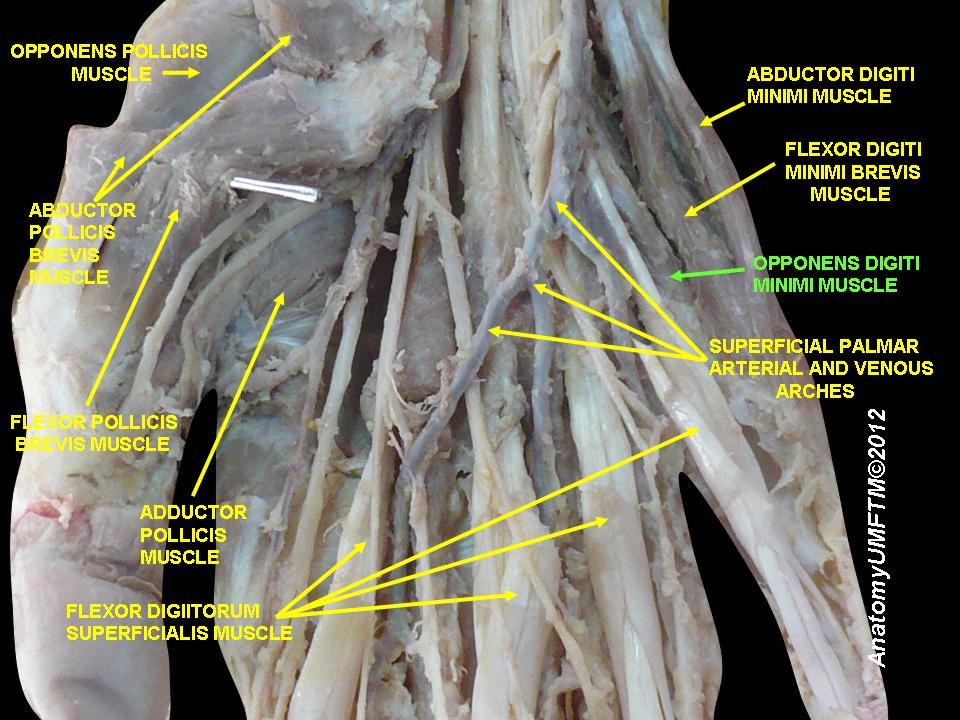
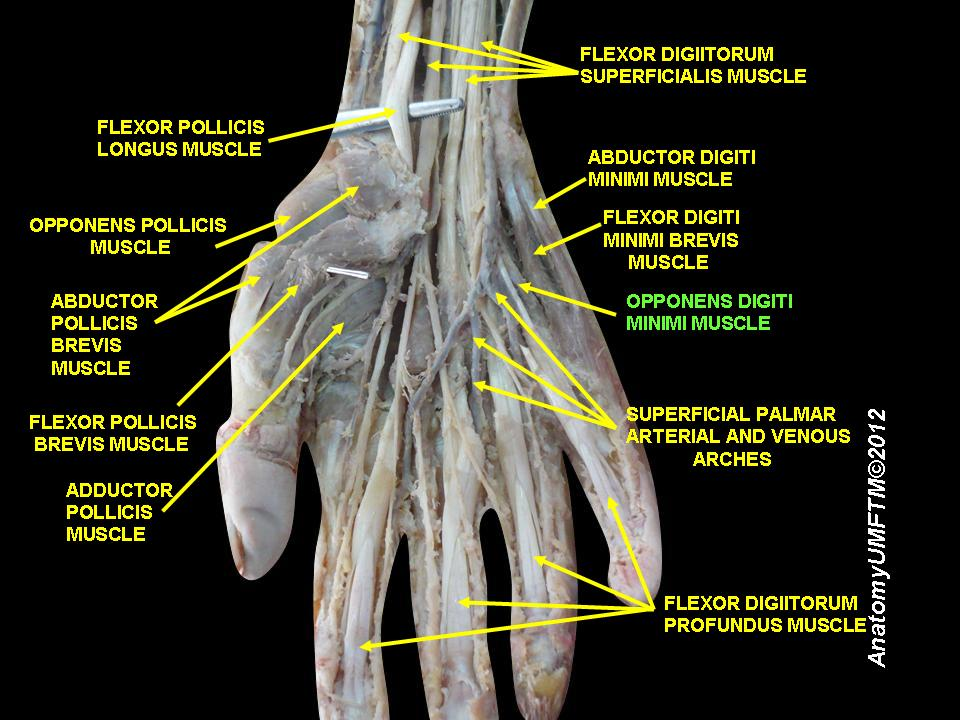
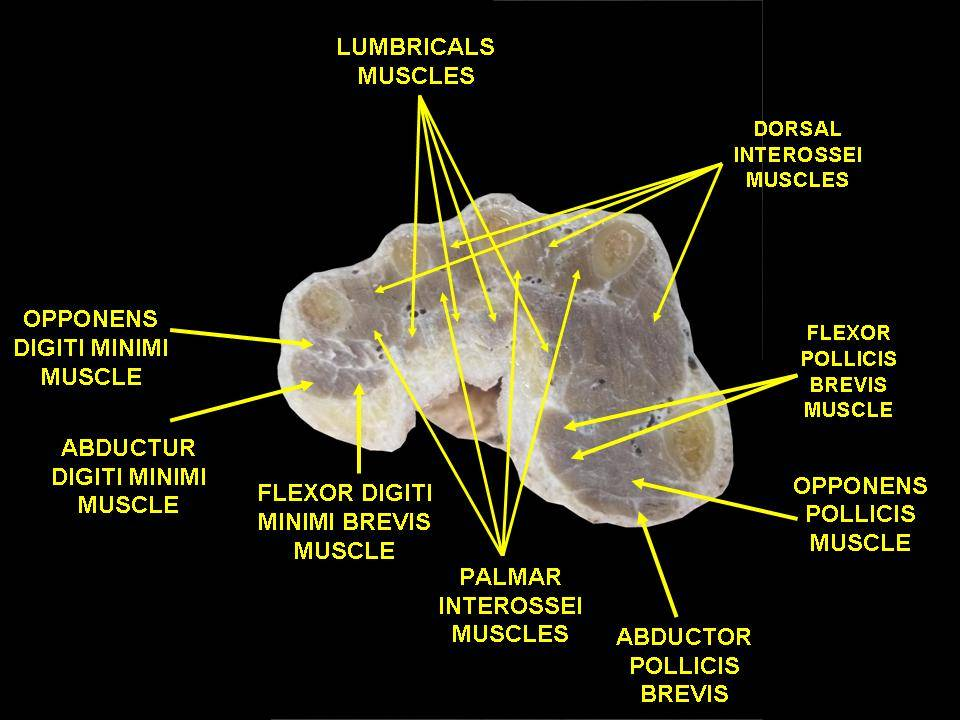